# Neotrichonotulus inurbanus
Neotrichonotulus inurbanus är en skalbaggsart som beskrevs av Gordon och Henry Fuller Howden 1972. Neotrichonotulus inurbanus ingår i släktet Neotrichonotulus och familjen Aphodiidae. Inga underarter finns listade i Catalogue of Life.